# رونكو كانافيزي
رونكو كانافيزي هي كومونا تقع في إقليم بيمنتة، إيطاليا. يبلغ عدد سكانها حوالي 319 نسمة.